# Marrakech-Safi
Marrakech-Safi is sinds 2015 een regio in Marokko. De hoofdstad is Marrakesh. De regio bestaat uit de prefectuur en provincies die tot de oude regio Marrakech-Tensift-Al Haouz behoorden uitgebreid met de provincies Safi en Youssoufia.
De regio Marrakech-Safi bestaat uit zeven provincies en een prefectuur*:
- Al Haouz
- Chichaoua
- El Kelaâ des Sraghna
- Essaouira
- Rehamna
- Safi
- Youssoufia
- Marrakesh*

Naast Marrakesh, zijn andere grote plaatsen in Marrakech-Safi:
- Ben Guerir
- El Kelaâ des Sraghna
- Essaouira
- Lamzoudia
- Loudaya
- Saâda
- Safi
- Tahannaout
- Tassoultante
- Zemrane Charqia

Huidige regio's: Béni Mellal-Khénifra · Casablanca-Settat · Dakhla-Oued Eddahab · Drâa-Tafilalet · Fès-Meknès · Guelmim-Oued Noun · Laâyoune-Sakia El Hamra ·  Marrakech-Safi · Oriental · Rabat-Salé-Kénitra · Souss-Massa · Tanger-Tétouan-Al Hoceïma

Oude regio's voor 2015: Chaouia-Ouardigha · Doukala-Abda · Fez-Boulmane · Gharb-Chrarda-Béni Hsen · Grand Casablanca · Guelmim-Es Semara · Laâyoune-Boujdour · Marrakech-Tensift-Al Haouz · Meknès-Tafilalet · Oriental · Oued ed Dahab-Lagouira · Rabat-Salé-Zemmour-Zaer · Souss-Massa-Daraâ · Tadla-Azilal · Tanger-Tétouan · Taza-Al Hoceïma-Taounate